# Herbert Adamski
Herbert Felix Otto Adamski (ur. 30 kwietnia 1910 w Berlinie, zm. 11 sierpnia 1941 w Solcach) – niemiecki wioślarz, złoty medalista olimpijski.
Wystartował na igrzyskach olimpijskich w Berlinie w 1936 roku, gdzie reprezentanci III Rzeszy w składzie: Gerhard Gustmann, Herbert Adamski i Dieter Arend (sternik) zdobyli złoty medal w dwójkach ze sternikiem. W wyścigu finałowym o 12,8 sekundy wyprzedzili Włochów i o 17,1 sekundy Francuzów. Był to jego jedyny start olimpijski.
W tej samej konkurencji wywalczył ponadto złoty medal na mistrzostwach Europy w Amsterdamie (1937) i srebrny na mistrzostwach Europy w Mediolanie (1938). 
W latach 1936-39 zdobywał mistrzostwo kraju w dwójkach ze sternikiem, a w 1939 roku zwyciężył również w czwórkach ze sternikiem.
Zginął na froncie wschodnim II wojny światowej, w czasie niemieckiej inwazji na ZSRR.